# Trentepohlia parvella
Trentepohlia parvella là một loài ruồi trong họ Limoniidae. Chúng phân bố ở miền Australasia.